# Гоголин (гмина)
Гоголин (пол. Gogolin) — городско-сельская гмина (волость) в Польше, входит как административная единица в Крапковицкий повет, Опольское воеводство. Население — 12 463 человека (на 2011 год).

## Демография
Данные по переписи 2011 года:
| Перепись            | Всего  | Мужчины | Женщины |
| ------------------- | ------ | ------- | ------- |
| Всего               | 12 463 | 6010    | 6453    |
| Городское население | 6509   | 3157    | 3352    |
| Сельское население  | 5954   | 2853    | 3101    |

## Сельские округа
1. Хоруля
2. Домбрувка
3. Гураждже
4. Камень-Слёнский
5. Камёнек
6. Мальня
7. Обровец
8. Одровонж
9. Закшув

## Соседние гмины
1. Гмина Избицко
2. Гмина Крапковице
3. Гмина Стшельце-Опольске
4. Гмина Стшелечки
5. Гмина Тарнув-Опольски
6. Гмина Здзешовице